# Tura, Egipt
Tura (egipčansko arabsko طرة, Tora) je bil glavni kamnolom apnenca v Starem Egiptu. Mesto, ki so ga stari Egipčani poznali kot Troju ali Roju, se nahaja približno na pol poti med današnjim Kairom in Helwanom. Njegovo staroegipčansko ime je starogrški geograf Strabon napačno razlagal kot naselje Trojancev, zato so helenistično mesto poimenovali Troja. Kraj je zdaj v sodobnem egiptovskem mestu Tora v Guvernoratu Kairo.

## Starodavno rudarsko mesto
| r · Z1 | Aw | w | N25 |

| r · Z1 | Aw | w | N25 |

Apnenec iz turskega kamnoloma je bil najbolj kakovosten in najbolj bel od vseh apnencev v Egiptu, zato se je uporabljal za oblaganje najrazkošnejših grobnic, tal in stropov mastab in zgradb iz blatnih zidakov. V Starem kraljestvu je bil vir apnenca za gradnjo Sneferujeve "romboidne" ali "zlomljene piramide" Keopsove Velike piramide, sarkofagov številnih aristokratov iz Srednjega kraljestva,  piramid iz Srednjega kraljestva in nekaj templjev iz Novega kraljestva. Ahmoz I. je iz tega apnenca začel graditi Ptahov tempelj v Memfisu in južni Amonov tempelj v Tebah.
Turski apnenec je bil globoko pod zemljo in ne na površini.  Delavci so pod zemljo izsekali velike kamnite bloke in za seboj pustili nekaj apnenca, da je podpiral strop jame. Jamske rove je leta 1941 pregledala britanska vojska, v kamnolomu 35 pa so delavci našli veliko nevezanih listov iz knjige aleksandrijskih cerkvenih očetov Origena in Didima Slepega. Delavci so jih ukradli. Nekaj listov so oblasti kasneje zasegle, večina pa je še vedno izgubljena in se občasno pojavlja na črnem trgu. Domneva se, da je izvirna knjiga obsegala 480 strani.
Med drugo svetovno vojno je del rudnika uporabljala britanska vojska za skladiščenje različne opreme, vključno s strelivom. Od leta 1942 do 1945 so v rudniku popravljaki letalske motorje. 